# الثعالب الصغيرة (فلم)
الثعالب الصغيرة  هو فيلم مصري 1980 من إخراج عاطف سالم وبطولة شكري سرحان، عايدة عبد العزيز، سلوى خطاب، ومريم فخر الدين.

## قصة الفيلم
استولى "عدلي" و"عبد الكريم" على ميراث أختهما "ألفت" التي قبلت الزواج من الثري "أحمد"؛ لأنه ذو نفوذ ويستطيع أن يعيد لها ميراثها المسلوب، ولكن "أحمد" آثر السلامة، ووجد أن ما لديهما كاف، وكأنه خاف من أخويها فكرهته. لما وجد "أحمد" أن "ألفت" لا تحبه، وفقط تريد ماله ابتعد عنها وأقام بعيدا عنها في عزبته، وأبقى عليها من أجل ابنته "سلوى". أراد أخوا "ألفت" إشراكها في مشروع كبير يعوض لها ميراثها على أن يقوم زوجها "أحمد" بتمويل المشروع بنصف مليون جنيه، وعليها إقناعه، فلما رفض "أحمد" امتنعت عن إعطائه الدواء حينما فاجأته الأزمة فمات، يعلم الجميع ما أقدمت عليه فيقررون معاقبتها.

## طاقم العمل
- شكري سرحان بدور (أحمد الحريري)
- عايدة عبد العزيز بدور (ألفت)
- سلوى خطاب بدور (سلوى)
- مريم فخر الدين بدور (داليا)
- نظيم شعراوي بدور (عدلي)
- صبري عبد العزيز بدور (سليمان القاسمي)
- إبراهيم الشرقاوي بدور (منير)
- حاتم ذو الفقار بدور (عمرو)
- حلمي الزمر
- حسن المفتي بدور (عبد الكريم)
- عبد المنعم النمر بدور (الدكتور حسين)